# 梭德短溝紅螢
梭德短溝紅螢（学名：Plateros sauteri）为紅螢科短溝紅螢屬下的一个种。